# Batalha de Trancoso (1140)
A Batalha de Trancoso de 1140 foi um episódio bélico da Reconquista, em que D. Afonso Henriques derrotou perto de Trancoso um corpo de tropas muçulmanas que tinham invadido Portugal. 

## História
Em 1135, Afonso Henriques fundou o castelo de Leiria, entre Coimbra e Santarém. Não só tinha o propósito de vigiar a estrada que ligava as duas cidades como era o seu primeiro acto de agressão dirigido aos muçulmanos, pois a guarnição tinha também por obrigação atacar o território de Santarém. 
Na Batalha de Ourique, Afonso Henriques derrotou as tropas comandadas por um certo "Esmar", em 1139. No ano seguinte, o rei português reatou as hostilidades contra o rei de Leão Afonso VII seu primo e invadiu a Galiza. Sabendo Esmar que Afonso Henriques se encontrava na Galiza e sofria revezes, reagrupou as suas tropas e atacou o castelo de Leiria, que conquistou, arrasou e a sua guarnição chacinou, fazendo prisioneiros os que tenham sido capturados com vida. Avançou então por território português até chegar a Trancoso, que também saqueou.
Ao tomar conhecimento do sucedido, D. Afonso Henriques firmou tréguas com o seu primo e deslocou-se da Galiza a Trancoso para combater os muçulmanos, que destroçou em dois recontros. No rescaldo da batalha, fundou o mosteiro de Tarouca na presença das suas tropas.